# An American in Paris (Gershwin)
An American In Paris is een symfonisch werk en tevens een van de bekendste werken van de Amerikaanse componist George Gershwin. Het werk is geschreven in 1928.

## Geschiedenis
Aan het eind van de zomer van 1928 keerde Gershwin terug uit Europa. Hij nam acht delen mee van het oeuvre van Debussy, een mondorgel en het manuscript van een gedeelte van zijn symfonische gedicht, An American in Paris. Het langzame gedeelte (de blues) had hij voltooid in zijn appartement in het hotel Majestic in Parijs. Toen de Franse pianist Mario Braggioti hem daar een beleefdheidsbezoekje bracht, speelde Gershwin samen met hem het pas voltooide gedeelte, tot groot genoegen van Braggioti, die een vurig bewonderaar was van Gershwin. Op 1 augustus was de pianoversie gereed en 18 november de complete instrumentatie. Kort na zijn terugkeer uit Europa gaf Gershwin een korte uiteenzetting van zijn bedoelingen: “Dit nieuwe werk is in een zeer vrije vorm geschreven en is de meest geavanceerde muziek die ik tot nu toe gemaakt heb. Het eerste deel wordt in typisch Franse stijl ontwikkeld, in de geest van Debussy en de Groupe des Six, maar alle thema’s zijn oorspronkelijk. Ik heb niet geprobeerd, net als in al mijn andere orkestwerken, om een bepaald gebeuren muzikaal te illustreren. Deze rapsodie is alleen in een zeer algemene, impressionistische zin programmatisch; de luisteraar kan zich bij deze muziek voorstellen wat hem zelf te binnen schiet”.
De première was op 13 december 1928 in een concert van het New York Philharmonic Society onder leiding van Walter Damrosch. Werken van Franck en Lekeu gingen vooraf en een stuk van Wagner uit Die Walküre besloot het concert.
De kritieken waren net als bij de Rhapsody in Blue en het Pianoconcert in F verdeeld en varieerden van uiterst bekwaam tot onbelangrijk en stuntelig.
Desalniettemin is het werk een populair repertoirestuk geworden, elk zichzelf respecterend orkest heeft het meer dan eens gespeeld. An American In Paris was de inspiratie tot een inmiddels legendarische gelijknamige filmmusical, uit 1951, met Gene Kelly in de hoofdrol.

## Instrumentatie, Structuur en Stijl
An American In Paris  is een symfonisch gedicht en qua vorm een rapsodie, waarin Gershwin een persoonlijke impressie geeft van zijn bezoek aan Parijs.
Het stuk heeft een door en door Amerikaanse stijl. Het is typisch Gershwin: bekwaam gebruik van jazzelementen zoals blues en Charleston. In tegenstelling tot wat Gershwin zegt, heeft de muziek niets van Debussy en de enige verwantschap die het met de muziek van de Groupe des Six heeft, is het gebruik van humor, de grappige effecten en de onbekommerdheid die ook te vinden is in de muziek van Milhaud, Honegger en Poulenc.
Het werk is georkestreerd voor groot orkest aangevuld met een batterij slagwerk en vier taxihoorns.
| - 2 fluiten - piccolo - 2 hobo’s - Engelse Hoorn (althobo) - 2 klarinetten in Bes - Basklarinet - 2 fagotten - 4 hoorns - 3 trompetten in Bes - 3 trombones - Tuba - Pauken - Slagwerk - 3 saxofoons (alt, tenor en bariton) - Celesta - Strijkers | Slagwerk - kleine trom (bespeeld met stokken en brushes) - 2 tomtoms - bekken - grote trom - triangel - ratel - woodblock - Klokkenspel - xylofoon - 4 taxihoorns (vier verschillende toonhoogtes voorgeschreven door Gershwin) |

Het hele werk bestaat uit vijf delen die samen een ABA-structuur vormen conform het verhaal van Deems Taylor.
Tijdens het uitwerken van de schetsen en het overschrijven van de versie voor twee piano’s naar de orkestversie, maakte Gershwin praktisch geen coupures. Nadat hij de orkestversie gereed had, paste hij op vier plekken een coupure toe, wat een verbetering is geworden. Het Cincinnati Symphony Orchestra onder leiding van Louis Langree heeft in 2019 een heel interessante cd uitgebracht met de ‘oerversie’ van An American in Paris, de versie met de coupures dus. In 1929 woonde Gershwin zelf al een uitvoering bij van An American in Paris gespeeld door dit orkest, die hij beter vond dan de uitvoering van het New York Philharmonic.

## Verhaal van Deems Taylor
Hoewel er dus totaal geen verhaal bij hoort, heeft Gershwin wel zijn zegen gegeven aan het uitvoerige en schilderachtige verhaal dat Deems Taylor als programmatoelichting voor de première had geschreven. Het is een beroemd verhaal geworden en geeft het wezen van de stuk heel goed weer.
“…U moet zich een Amerikaan op bezoek in Parijs voorstellen, die op een zachte, zonnige morgen in mei of juni langs de Champs-Elysées slentert. Natuurlijk is hij meteen in volle actie, hij loopt snel op de melodie van het eerste marsthema, een rechtstreekse diatonische melodie, die een indruk van Franse vrijheid en nonchalance tracht te geven. Onze Amerikaan geeft zowel zijn oren als zijn ogen de kost, hij luistert met genoegen naar het lawaai van de stad. Franse taxi’s schijnen hem bijzonder te amuseren, wat door het orkest in korte tijd gedemonstreerd wordt door vier echte claxons te laten klinken… Ze krijgen zelfs een eigen melodie, dat door de strijkers elke keer wordt aangekondigd. Na de taxi’s gelukkig te zijn ontweken, gaat onze Amerikaan een café binnen, waar, als je de trombones mag geloven, La Maxixe of eigenlijk La Sorella nog steeds populair is. Opgevrolijkt door de herinnering aan de blijde tijd van omstreeks 1900 wandelt hij verder; dit wordt verteld door het tweede marsthema, voorgedragen door een Franse klarinet met een sterk Amerikaans accent. Beide thema’s worden nu uitvoerig door het orkest besproken, totdat onze toerist ergens voorbijkomt. De componist dacht dat daar een kerk was, maar de commentator beweert dat het het Grand Palais moet zijn, waar schilderijen worden tentoongesteld. In elk geval gaat onze held daar niet naar binnen. In plaats daarvan loopt hij eerbiedig wat langzamer, zoals de Engelse hoorn ons vertelt, totdat het gebouw veilig gepasseerd is.
Vanaf dit punt is de weg van de Amerikaan moeilijk te volgen. Mogelijk loopt hij verder langs de Champs-Elysées; misschien heeft hij wel een andere weg genomen, de componist heeft daarover geen mening. Daar echter de volgende passage in de muziek technisch gezien een overgang wordt genoemd, kan men redelijkerwijs veronderstellen dat Gershwins pen, geleid door een onzichtbare hand, een muzikale grap uitgehaald heeft en dat bij het verschijnen van het derde marsthema onze Amerikaan de Seine is overgestoken en zich ergens op de linkeroever bevindt. Dit thema is in ieder geval minder Frans dan zijn voorgangers, het spreekt Amerikaans met een Franse tongval, zoals dat hoort in een district waar veel Amerikanen bij elkaar komen. “Marsthema” is misschien niet juist, want ondanks zijn vitaliteit is dit thema vrij kalm, en wordt het nog steeds rustiger. Inderdaad is het slot van dit gedeelte in weliswaar aangename, maar vage kleuren gehouden, zodat men vermoedt dat de Amerikaan op een caféterras zit om achter de mysteries van een Franse cocktail te komen. Nu introduceert het orkest een andere episode. Het is voldoende te verklaren, dat een soloviool onze held aanspreekt (in het sopraanregister) in een uiterst charmant gesproken Engels; en zijn antwoord, dat onhoorbaar, of althans onverstaanbaar blijft, herhaalt die opmerking. De eenzijdige conversatie wordt korte tijd voortgezet. Men haast zich uiteraard te verklaren, dat de componist en de held van het verhaal hier misschien onrecht wordt gedaan, en dat deze gehele episode slechts een muzikale overgang is. Misschien is deze uitleg wel de juiste, want anders blijkt het vervolg nauwelijks geloofwaardig: onze held krijgt heimwee. Hij heeft “de blues”; en als men het orkest mag geloven, is dat bij hem heel erg. Hij beseft plotseling, en dat besef overweldigt hem, dat hij in deze stad niet thuishoort, dat hij het meest rampzalige schepsel is ter wereld, namelijk een vreemdeling. De koele Parijse hemel, de in de verte oprijzende Eiffeltoren, de boekenstalletjes langs de Seine, de grillige vormen van de kastanjebladeren op de witte, zonovergoten straat, wat baat hem deze schoonheid? Hij is geen Baudelaire, die er naar verlangt “om ergens buiten deze wereld te leven”. Hij verlangt juist naar de wereld, die hij het best kent; een beetje minder lieflijke wereld misschien, sentimenteel en een beetje vulgair, maar desondanks zijn thuis.
Maar heimwee is gelukkig geen fatale ziekte en in dit geval ook niet van lange duur. Net op het nippertje ontfermt het orkest zich over hem en snelt met een nieuw thema te hulp, aangekondigd door twee trompetten. Kennelijk heeft onze held een landgenoot ontmoet; want dit laatste thema is een luidruchtige, opgewekte, zelfverzekerde Charleston, zonder een druppel Frans bloed in de aderen. Parijs heeft een ogenblik lang opgehouden te bestaan en een praatziek, opgewonden, grappen makend orkest laat uitvoerig horen dat het altijd mooi weer is wanneer twee Amerikanen elkaar ontmoeten, onverschillig waar. Het tweede marsthema verschijnt kort daarna, enthousiast aangevuurd door thema nummer drie. Ten slotte blijkt Parijs toch niet zo’n gekke plaats; het is zelfs een prachtstad. Heerlijk weer en niets te doen tot morgen. De blues komt terug, maar in toom gehouden door het tweede marsthema, eerder een dierbare herinnering dan een verlangen naar huis, en het orkest besluit in een daverende finale om de bloemetjes even buiten te zetten. Het zal heerlijk zijn om weer naar huis te gaan, maar intussen… Parijs blijft Parijs…”

## Trivia
- Naast Parijs was het schilderij Cabaret Excelsior van de Catalaanse schilder Josep Mompou Dencausse (1888 - 1968), broer van componist Frederic Mompou, een inspiratiebron voor Gershwin voor het schrijven van An American In Paris.